# Klaus von der Ropp
Klaus Freiherr von der Ropp (* 17. September 1938 in Köln) ist promovierter Jurist, Autor, politischer Berater und ehemals führender Mitarbeiter der Stiftung Wissenschaft und Politik, der sich ab den frühen 1970er-Jahren gegen die Apartheid eingesetzt hat. Sein beinahe viertägiges Verschollensein in der Wüste Namib im Jahr 1975, das er nur knapp überlebte, sorgte für internationale Medienaufmerksamkeit und wurde später Gegenstand einer TV-Dokumentation.

## Leben
Klaus von der Ropp ist Angehöriger des deutsch-baltischen Adelsgeschlechts von der Ropp und als eines von vier Kindern in Köln geboren und aufgewachsen. Nach dem Abitur ebendort leistete er Grundwehrdienst bei der Luftwaffe und studierte anschließend Rechtswissenschaften, moderne Geschichte sowie Sprachen. Nach Erster und Zweiter Juristischer Staatsprüfung promovierte er zum Dr. jur. und trat sodann eine Stelle bei der Stiftung Wissenschaft und Politik (SWP) an, deren Bonner, ab 2000 Berliner, Verbindungsbüros er von 1975 bis 2000 leitete.

## Politisches Wirken
Seit 1971 hat von der Ropp rund 180 Aufsätze zu Fragen des südlichen Afrikas und insbesondere zur Überwindung der Apartheid in außen- und sicherheitspolitischen Zeitschriften, Festschriften und Sammelbänden veröffentlicht, in denen er sich gegen die Apartheid stellte und sich für eine Politik des friedlichen Wandels in Südafrika einsetzte. Der westlichen Welt und insbesondere der Bundesrepublik Deutschland warf er aufgrund ihrer Passivität und Konzeptlosigkeit eine Mitschuld am Apartheidsregime vor und forderte die aktive politische Einflussnahme gegen dasselbe. In Südafrika drängte er die Vertreter der schwarzen und nicht-schwarzen Bevölkerungsgruppen zum konstruktiven Dialog, um das Apartheids-Diktat durch eine ausgehandelte Ordnung mit ausgeprägtem Minderheitenschutz zu ersetzen. Als Vermittlungsvorschlag zwischen den Bevölkerungsgruppen veröffentlichte er im Juli 1976 gemeinsam mit dem Bochumer Wirtschaftsgeografen Jürgen Blenck ein weit beachtetes Konzept zur Teilung Südafrikas in einen schwarz und einen weiß regierten Teil vor, die jeweils selbstbestimmt würden, gleichwohl aber „massivem Minderheitenschutz“ unterlägen. Die auf diese Weise bewirkten Sicherheitsgarantien zugunsten der nicht-schwarzen Bevölkerungsgruppe sollten deren Kompromissbereitschaft fördern.
In einem Aufsatz mit dem Titel "Die Republik Südafrika: Hegemonialmacht nach außen — Ohnmacht im Inneren?" argumentierte von der Ropp, dass "die machtpolitische Absicherung des Existenzrechts des weißen Südafrikas (...) der Schlüssel zur Befreiung des schwarzen Afrikas" wäre und legitimierte damit ausdrücklich Rassentrennung und Apartheid.
Unterstützt von der Friedrich-Naumann-Stiftung war von der Ropp Wegbereiter und Teilnehmer der Dakar-Konferenz vom 9. bis zum 12. Juli 1987 in Dakar (Senegal), wo afrikaanse Dissidenten und führende Vertreter der in Südafrika seinerzeit verbotenen ANC/SACP-Allianz Möglichkeiten einer friedlichen Überwindung der Apartheid in Südafrika sondierten.
Von der Ropps Analysen und Prognosen wurden hier wie dort stets als fundiert angesehen und entsprechend beachtet. Er galt als Vertrauter von Otto Graf Lambsdorff und Egon Bahr, die er beide in Fragen der westdeutschen Afrikapolitik beriet und die von der Ropps Positionen und Lösungsvorschläge – insbesondere jenen zur Teilung Südafrikas – aufgriffen.

## Verschollensein in der Namib-Wüste
Am Morgen des 9. Dezember 1975 begab sich von der Ropp gemeinsam mit einer Gruppe von vier weiteren Touristen (drei Briten und einer Deutschen) von Swakopmund, Namibia aus mit der Reiseagentur Charly's Atlantic Tours auf einen organisierte Ausflug in die Wüste Namib unweit der Skelettküste. Am Nachmittag war der Reiseleiter mit dem Geländefahrzeug vom Typ Landrover von seiner unbefestigten Route abgekommen. Gegen 16 Uhr bemerkte die Gruppe sodann, dass der Reiseleiter in konzentrischen Kreisen fuhr und sich hoffnungslos verfahren hatte. Letztlich blieb das Fahrzeug infolge Überhitzung des Motors stehen. Entgegen allen Gesetzen, die für in einer Wüste Gestrandete gelten, schickte sich der Reiseleiter an, zu Fuß Hilfe zu holen – auch deshalb, weil der Treibstoff nur noch für 50 km reichte, sich die nächste Tankstelle jedoch im 145 km entfernten Swakopmund befand. Der Reiseleiter hoffte, bei dem in weiter Entfernung am Horizont sichtbaren Berg namens Blutkuppe Hilfe zu finden. Aus Solidarität und als Jüngster der Reisegruppe beschloss von der Ropp, ihn für eine gute Stunde zur vermeintlichen Blutkuppe zu begleiten und dann zum Fahrzeug zurückzukehren, wo die anderen Touristen zurückgeblieben waren. Nachdem sich die beiden vereinbarungsgemäß nach einer Stunde trennten, verirrten sich beide. Der Reiseleiter musste feststellen, dass es sich beim angesteuerten Berg nicht um die Blutkuppe, sondern den menschenleeren Berg Backenzahn handelte, während von der Ropp das zurückgelassene Fahrzeug nicht mehr fand. Erschwerend hinzu kam, dass der Reiseleiter keinerlei Nachricht über seine Route in Swakopmund hinterlassen hatte und von der Ropp ohne Hemd und Hut vom Fahrzeug aufgebrochen war.

Es folgte eine aufwendige Suchaktion durch die südafrikanischen Streitkräfte und unter Führung von Major Peter Stark, der diese später in seinem Buch Der weiße Buschmann Peter Stark ausführlich beschrieb.
Erst nach 92 Stunden ohne Nahrung und Getränk wurde von der Ropp am 13. Dezember 1975 um 12.45 Uhr Ortszeit von einem Suchtrupp in der Wüste Namib gerettet und per Hubschrauber in das Krankenhaus von Swakopmund geflogen, wo ihm der Arzt Dr. Werner Zöllner in seinem Arztbrief vom 23. Dezember 1975 „stärkste Dehydrierungserscheinungen“ und „einen leichten Sonnenbrand“ attestierte.
Die Geschehnisse vom Dezember 1975 wurden in der BBC-Dokumentationsreihe Ray Mears' Extreme Survial in Staffel 3, Episode 4 „Namibia“ (ab Minute 30:10) verfilmt.

## Ehrenamt
Von 2000 bis 2008 war von der Ropp ehrenamtlicher Geschäftsführer des NABU-Kreisverbands Potsdam e.V. und anschließend dessen Ehrenmitglied.

## Sachbücher
- 1995: Südafrikas dorniger Weg auf der Suche nach Frieden Aufsätze 1975–1995. Nomos Verlagsgesellschaft, Baden-Baden, ISBN 3-7890-4328-1.